# Нидерландски бунт
Нидерландският бунт е предприет от северните, общо взето протестантски, Седем провинции на Нидерландите. Насочен е срещу сеньориална римокатолическа Испания, ръководена от крал Филип II. Той наследява региона на Седемнадесетте провинции от предишното Бургундско херцогство. Южните католически провинции отначало се вливат в бунта, но след това се предават на Испания.

## Ход на военните действия
Военните действия срещу монарха започват през 1568 г., по времето на Маргарита Пармска, губернатор на Нидерландите, и завършват през 1648 г. с признаването на независимостта на седемте Съединени провинции, днес известни като Нидерландия. Държавите, днес известни като Белгия и Люксембург, формират част от Седемнадесетте провинции, и остават лоялни на короната.
Сблъсъкът на цивилизациите, имащ религиозен характер, се катализира постепенно от насилствени прояви срещу репресивния политически апарат на Хабсбургската корона. Напреженията водят до формирането на независимата Холандска република. Първият неин лидер е Вилхелм Орански, който е последван от няколко наследника и родственици. Бунтът е един от първите успешни сепаратистки актове в Европа, и след него е установена една от първите европейски републики в модерността, Съединените провинции.
Филип II първоначално потушава въстанието. През 1572 г. бунтовниците превземат Брил и движението им ескалира. Северните провинции се еманципират, първо през 1581 – де факто, а после през 1648 г., де юре. Съединените провинции на Нидерландите, получили наименованието Холандска република, бързо се превръщат в световна сила. Това се случва благодарение на търговските си връзки и ръста в икономиката, науката и културата. Южните Нидерланди (днешна Белгия, Люксембург, Северна Франция и Южна Нидерландия) остават владение на Испания.
Нестихващото насилствено управление на Хабсбургите в Юга кара много финансисти, интелектуалци и културни дейци да побягнат на север, като така изиграват роля в укрепването на Холандската република. Холандците първоначално поставят блокада на южните провинции, което пречи на балтийското зърно да стигне до гладуващите южни градове, предимно от 1587 до 1589 г. Към края на военните действия – през 1648 г. – големи площи в Южни Нидерланди биват взети от Франция, която под командването на кардинал Ришельо и Луи XII се съюзява с Холандската република през 30-те години на 17 век срещу Испания.